# Dominicus Otto

Dominicus Otto als Abt von Münsterschwarzach

Dominicus Otto (bürgerlicher Name Johannes Antonius Aloisius Otto; * 21. Juni 1716 in Bamberg; † 10. Juli 1773) war von 1766 bis 1773 Abt des Benediktinerklosters in Münsterschwarzach. 

## Münsterschwarzach vor Otto
Die großen Felderträge des frühen 18. Jahrhunderts hatten die Abtei Münsterschwarzach reich gemacht. Die Zehnthöfe in den Klosterdörfern wurden ausgebaut und repräsentierten fortan die Macht des Klosters über sein Umland. Gleichzeitig begann auch die Erneuerung der Klostergebäude, die im Neubau der Abteikirche gipfelte. Bereits unter Januarius Schwab begann ab 1727 Balthasar Neumann das neue Gotteshaus zu bauen. Unter Christophorus Balbus wurde das Gebäude 1743 dann vollendet.
Zur neuen, barocken Selbstverständlichkeit der Klostergemeinschaft, die sich nach außen durch die prächtigen Gebäude zeigte, kam noch die wissenschaftliche Glanzzeit der Abtei. Junge Professen mussten nicht mehr nach Würzburg zum Studium reisen, sondern konnten direkt in der Abtei lernen. In der zweiten Hälfte des 18. Jahrhunderts begann allerdings die Epoche der Aufklärung auch auf dem Lande die bisher allgemeingültigen Rechte der Kirche und ihrer Klöster anzuzweifeln.

## Leben

### Frühe Jahre
Dominicus Otto wurde am 2. Juni 1716 zwischen 11 und 12 Uhr als Johannes Antonius Aloisius Otto in Bamberg geboren. Seine Eltern waren angesehene Bürger in der Bischofsstadt. Johannes Michael war Obersekretär und Kammerkonsiliar in der Stadt. Seine Mutter war Maria Katharina Otto. Von der Kindheit und Jugend des späteren Abtes sind keine Quellen überliefert, sein Name tauchte erst wieder im Jahr 1730/1731 auf, als er sich als Student der Philosophie an der Bamberger Akademie immatrikulierte.
Nach seinem Studium trat er 1734 ins Benediktinerkloster in Münsterschwarzach ein. Am 21. September 1737 wurde er Subdiakon, am 20. September 1738 Diakon. Sein Presbyterat empfing er am 17. Dezember 1740. Aufgrund der Anerkennung des innerklösterlichen Studiums durch die Universität Würzburg konnte Otto in Münsterschwarzach erneut studieren. Nun wandte er sich der Theologie zu. Innerhalb des Klosters übernahm Otto vor seinem Abbatiat mehrere Aufgaben. Zunächst war er als Sakristan tätig und stieg bald zum Küchenmeister auf.
Es folgte das Amt des Bodenmeisters, bevor er Ende 1747 als Kooperator in die Klosterdörfer Dimbach und Stadelschwarzach geschickt wurde. In den sechziger Jahren übernahm Dominicus Otto in Nordheim am Main die seelsorgerischen Tätigkeiten und wurde in den Jahren 1761–1766 Pfarrer des Dorfes. Durch die vielen Ämter, die er in der Klostergemeinschaft innehatte und die ihn auch in das Umland der Abtei führten, stieg er bald zum Berater des Abtes Christophorus Balbus auf.

### Als Abt
Nach dessen Resignation 1761 und dem frühen Tod seines Nachfolgers musste 1766 erneut ein Abt gewählt werden. Mehrere Wahlgänge waren am 24. November vonnöten und schließlich wurde Otto mit einer Mehrheit von 17 aus 30 Stimmen zum Vorsteher gewählt. Am 22. Januar 1767 wurde der neue Abt von Fürstbischof Adam Friedrich von Seinsheim konfirmiert. Adam Friedrich benedizierte ihn auch am 25. Januar desselben Jahres zum 68. Abt von Münsterschwarzach.
Über die Amtszeit des Dominicus Otto in Münsterschwarzach ist nur wenig bekannt. Obwohl das monastische Leben durch die Hinwendung zur Wissenschaft blühte und auch das Studium an der klostereigenen Hochschule viele Professen anzog, war die Abtei von den anderen fränkischen Klöstern getrennt. Die Würzburger Fürstbischöfe versuchten eine erneute Organisation „ihrer“ Klöster zu verhindern und verweigerten ihre Zusage zu einem Anschluss an eine Kongregation.
Dies hing auch mit der Aufklärung zusammen, die eine Hinwendung zum modernen Staat und eine Entfernung von den absolutistischen Ideen der frühen Neuzeit forderte. Vermehrt wurden die kirchlichen Vertreter des Bistums Würzburg nicht mehr als Autoritäten anerkannt. Eine Entwicklung begann, die 1803 mit der Auflösung der fränkischen Klöster ihren Höhepunkt erreichte. Dominicus Otto starb bereits am 10. Juli 1773 und wurde in Münsterschwarzach beigesetzt.

## Wappen

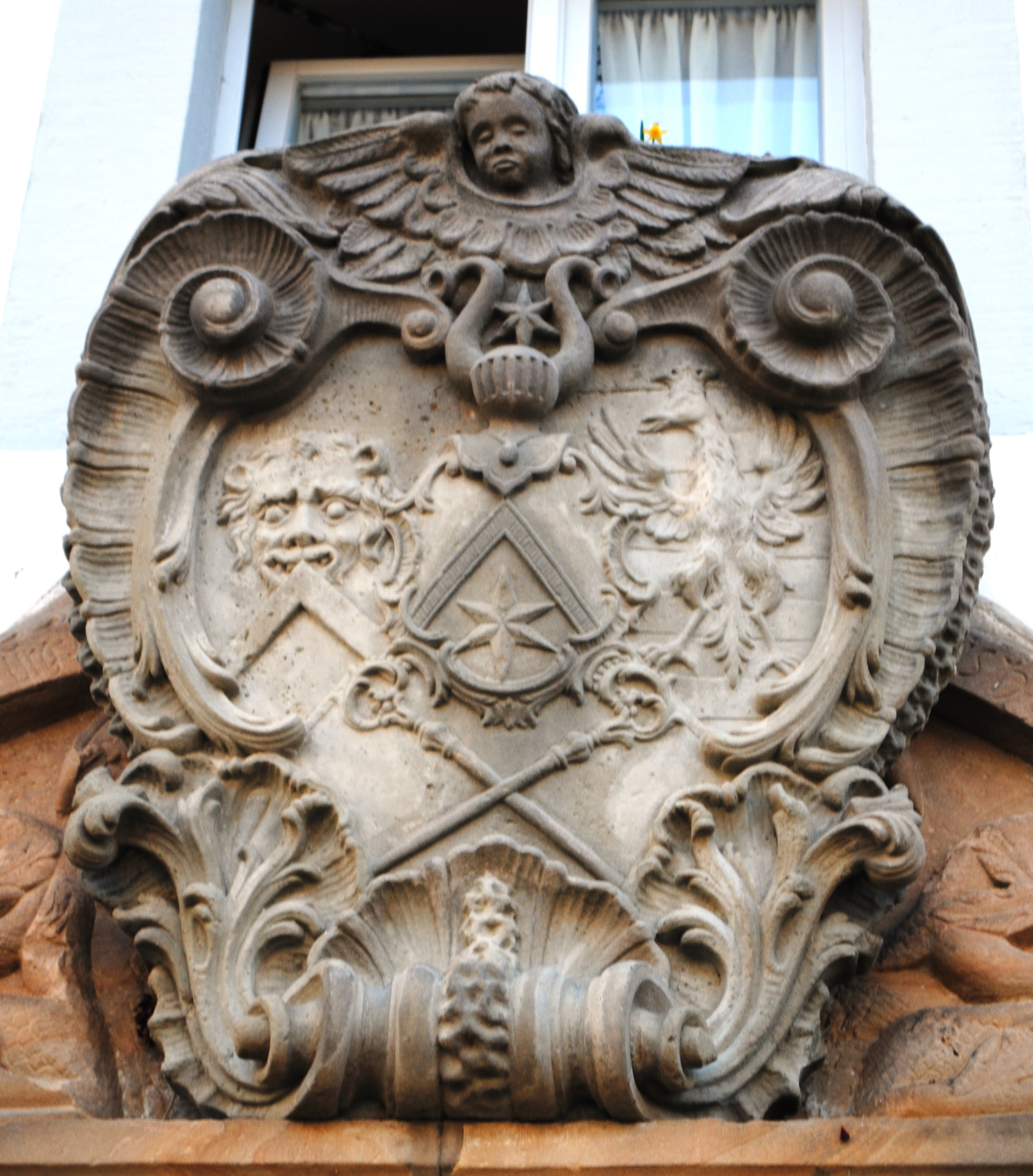
Das Wappen in Stadelschwarzach

Das Wappen des Abtes Dominicus Otto lehnt sich in seinen Symbolen stark an das Klosterwappen an. Beschreibung: In Silber über einem sechsstrahligen goldenen Stern ein erniedrigter roter Sparren. Die Helmzier wird durch zwei Büffelhörner gebildet, zwischen denen sich ein Stern befindet. Der Sparren weist auf den Klostergründer Graf Megingaud hin, während der Stern den Reformer Egbert symbolisiert.
Eine Version des Wappens befindet sich am alten Rathaus von Stadelschwarzach. Dort ist es vom Wappen der Abtei umgeben. Des Weiteren ist das Wappen auf dem Porträt des Abtes dargestellt.